# Estación de Encants de Sant Adrià
Encants de Sant Adrià es una estación de la línea T5 del Trambesòs situada sobre la avenida de las Cortes Catalanas y debajo del viaducto de la C-32 en San Adrián del Besós. Esta estación se inauguró el 8 de septiembre de 2007 con la llegada de la T5, y desde el 15 de junio de 2008 también prestaba servicio la T6 hasta el 20 de febrero de 2012.
| << cabecera                 | < estación         | línea | estación > | cabecera >> |
| --------------------------- | ------------------ | ----- | ---------- | ----------- |
| Ciutadella \| Vila Olímpica | Sant Joan Baptista |       | Sant Roc   | Gorg        |

- Datos: Q8779724